# Volker Starke
Volker Starke (* 2. Februar 1920 in Cuxhaven; † 4. April 2002 in Hamburg) war ein deutscher Journalist und Politiker.

## Leben
Geboren wurde Volker Starke in Cuxhaven. Aufgewachsen ist er in Hamburg. 1938 legte Starke in der Hansestadt das Abitur ab. Im selben Jahr trat er in den aktiven Dienst der Wehrmacht ein und der NSDAP bei. Als Offizier nahm Volker Starke am Zweiten Weltkrieg teil. 1943 wurde er schwer verwundet. Nach der Verwundung war Starke für den Rundfunk in Berlin und Hamburg tätig. Im Jahr 1945 wurde er Mitarbeiter von Radio Hamburg, aus dem der Nordwestdeutsche Rundfunk (NWDR) und später auch der NDR hervorging. Volker Starke arbeitete zusammen mit Axel Eggebrecht und Peter von Zahn. Gemeinsam mit Jochen Richert und Ruprecht Essberger rief Starke 1958 die Deutsche Fernsehlotterie ins Leben.
Seine letzte Ruhestätte erhielt Starke auf dem Friedhof Wohldorf.

### Politisches und soziales Engagement
Volker Starke engagierte sich in politischer und sozialer Hinsicht. In den Jahren 1966 bis 1978 gehörte er der Hamburgischen Bürgerschaft als Abgeordneter der CDU an. Außerdem war Starke zwölf Jahre lang Vorsitzender des Sozialverbandes VdK Hamburg. 1981 wurde er Gesamtvertrauensmann der NDR-Mitarbeiter mit Schwerbehinderung. Volker Starke war darüber hinaus Ehrenamtlicher Richter am Landessozialgericht. Auch gehörte er dem Freundeskreis der KZ-Gedenkstätte Neuengamme an.

### Werke
Starke verfasste das Hörspiel Der Held. Dieses handelt von einem Offizier an der Ostfront, der aus Verantwortung gegenüber anvertrauten Menschen Ungehorsam begeht. Das Hörspiel wurde 1946 vom NWDR gesendet.